# Hippothoa distans
Hippothoa distans is een mosdiertjessoort uit de familie van de Hippothoidae. De wetenschappelijke naam van de soort is voor het eerst geldig gepubliceerd in 1869 door MacGillivray.